# Димитър Йорданов – Кукуша
Димитър Йорданов, известен като Кукуша, е български футболист, нападател.

## Биография
Роден е на 1 ноември 1929 година в семейството на македонски българи. Майка му е от Кукуш, откъдето и той носи прякора си. Играе в Славия от 1945 до 1949 година, ДНВ (Пловдив) от 1951 до 1952 година, ВМС (Варна) през 1952 година, Завод 12 от 1953 до 1954 година, ВВС от 1954 до 1955 година, Левски от 1956 до 1966 година (164 мача и 81 гола за първенство) и Септември през 1967/1968 година. Шампион е през 1965 година и носител на купата на страната през 1956, 1957 и 1959 година. Има 239 мача и 102 гола в А група. Голмайстор е през 1960 година заедно с Любен Костов с 12 гола. Има 8 мача и 3 гола за А националния отбор през 1959 – 1960 година и 11 мача за Б националния отбор. Носител е на званието „Заслужил майстор на спорта“ от 1964 година. Завършва ВИФ „Георги Димитров“. Играч със завиден реализаторски нюх и отлична игра с глава.
Умира на 25 май 1996 година.

## Успехи

### Отборни
Левски (София)
- А група (1): 1964/65
- Купа на Съветската армия (3): 1956, 1957, 1959

### Индивидуални
- Голмайстор на А група (1): 1960 (12 гола)